# Schloss Rapperzell

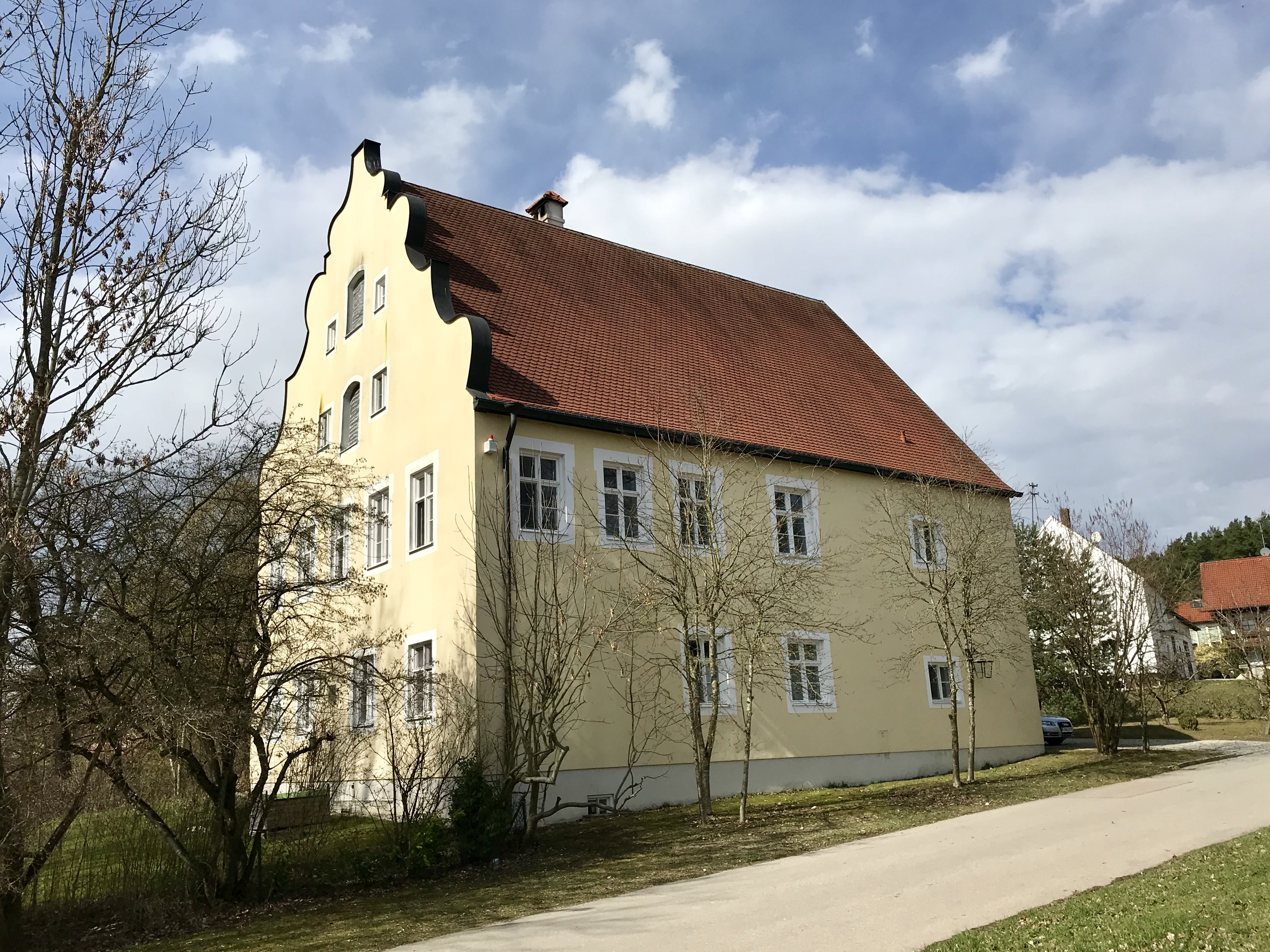
Schloss Rapperzell

Das Schloss Rapperzell ist ein Baudenkmal in Schiltberg im schwäbischen Landkreis Aichach-Friedberg in Bayern.

## Geschichte

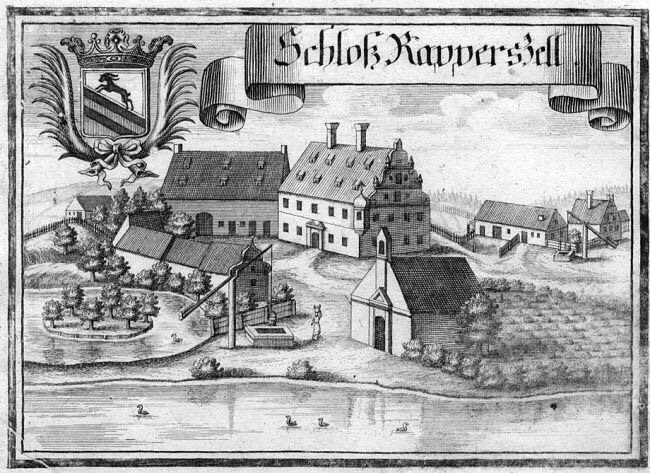
Das Schloss auf einem Stich von Michael Wening um 1700

Der Teich vor dem Gebäude ist vermutlich der Rest eines Wassergrabens um eine mittelalterliche Wasserburg, dem wohl vorangegangenen herrschaftlichen Anwesen. 1567 wurde hier ein Hofmarkssitz erwähnt. Das heutige Gebäude wurde 1690 bis 1698 unter dem Hofmarksherrn Dominikus Carl von Widmann erbaut. 1838 wurde das Schloss von Herzog Max in Bayern zusammen mit einem Gut und dem Brauhaus in Kühbach, dem Schloss in Unterwittelsbach und der Hofmark in Motzenhofen erworben. 1862 verkaufte Herzog Max das Schloss an den Freiherrn Joseph Anton von Beck, dessen Familie es bis heute besitzt. Von 1906 bis 1953 wurde das Gebäude als Schulhaus genutzt. Nach mehreren Renovierungen wird es heute wieder für Wohnzwecke genutzt.

## Baubeschreibung
Bei dem frei stehenden, weithin sichtbarem Schloss handelt es sich um einen zweigeschossigen Satteldachbau mit barockem geschweiftem Giebel und zwei Aufzugsluken. Der heute einfache Rechteckbau von fünf auf drei Achsen weist keine Dachgauben oder Erkertürmchen mehr auf, wie sie noch auf dem Kupferstich um 1700 sichtbar waren. Ein einheitlicher Fensterbau ist heute nur noch auf der geschweiften Giebelseite gegeben. Der  Rahmenstuck im Obergeschoss mit einem Wappen von Widmann ist mit 1694 bezeichnet.